# Cardinal mensurável
Em matemática, especialmente em teoria dos conjuntos, um cardinal {\displaystyle \kappa ^{\,}} não enumerável é denominado mensurável se existe uma medida {\displaystyle \kappa ^{\,}}-aditiva, valorada em {\displaystyle \left\{0;1\right\}} (ou seja, bivalente) e náo trivial sobre o conjunto potência {\displaystyle {\mathcal {P}}\!\left(\kappa \right)}. Cardinal mensurável é considerada uma propriedade de grande cardinal.